# Constance av Sicilien
För andra betydelser, se Konstantia av Sicilien.
Constance av Sicilien, född 2 november 1154, död 27 november 1198, var regerande drottning av Sicilien mellan 1194 och 1198. Hon regerade i samregering med sin make Henrik 1194–1197, och därefter i samregering med sin minderåriga son Fredrik II 1197–1198. Hon var även tysk-romersk kejsarinna som gift med kejsar Henrik VI.

## Biografi
Constance var dotter till kung Roger II av Sicilien och Beatrice av Rethel. Hon gifte sig 1186 med Tysklands kung Henrik, som 1191 valdes till kejsare.

### Samregering med maken
Henrik stödde sitt besittningstagande av konungariket Sicilien 1194 på sitt giftermål, eftersom Constance vid sin brorson Vilhelm II:s död 1189 var närmaste legitima arvinge till dess krona. År 1194 utropades Constance till Siciliens monark, och Henrik till hennes samregent genom äktenskap jure uxoris.

### Samregering med sonen
Efter Henriks död 1197 övertog Constance ensam styrelsen över Sicilien, nu som samregent med sin minderårige son, varvid hon, med uppoffring av viktiga kyrkliga rättigheter, fann sig var tvungen att låta sin minderårige son, sedermera kejsar Fredrik II, mottaga detsamma som län av påven Innocentius III. Hon utsåg vid sin död 1198 Innocentius till sonens förmyndare.